# 海王星海滩 (佛罗里达州)
海王星海滩（英語：Neptune Beach），是美国佛罗里达州杜瓦爾縣下属的一座城市。建立于1931年。面积约为17.7平方公里（约合6.8平方英里）。根据2010年美国人口普查，该市有人口7,037人。论人口在本州排行第185。